# 聖公會林護紀念中學

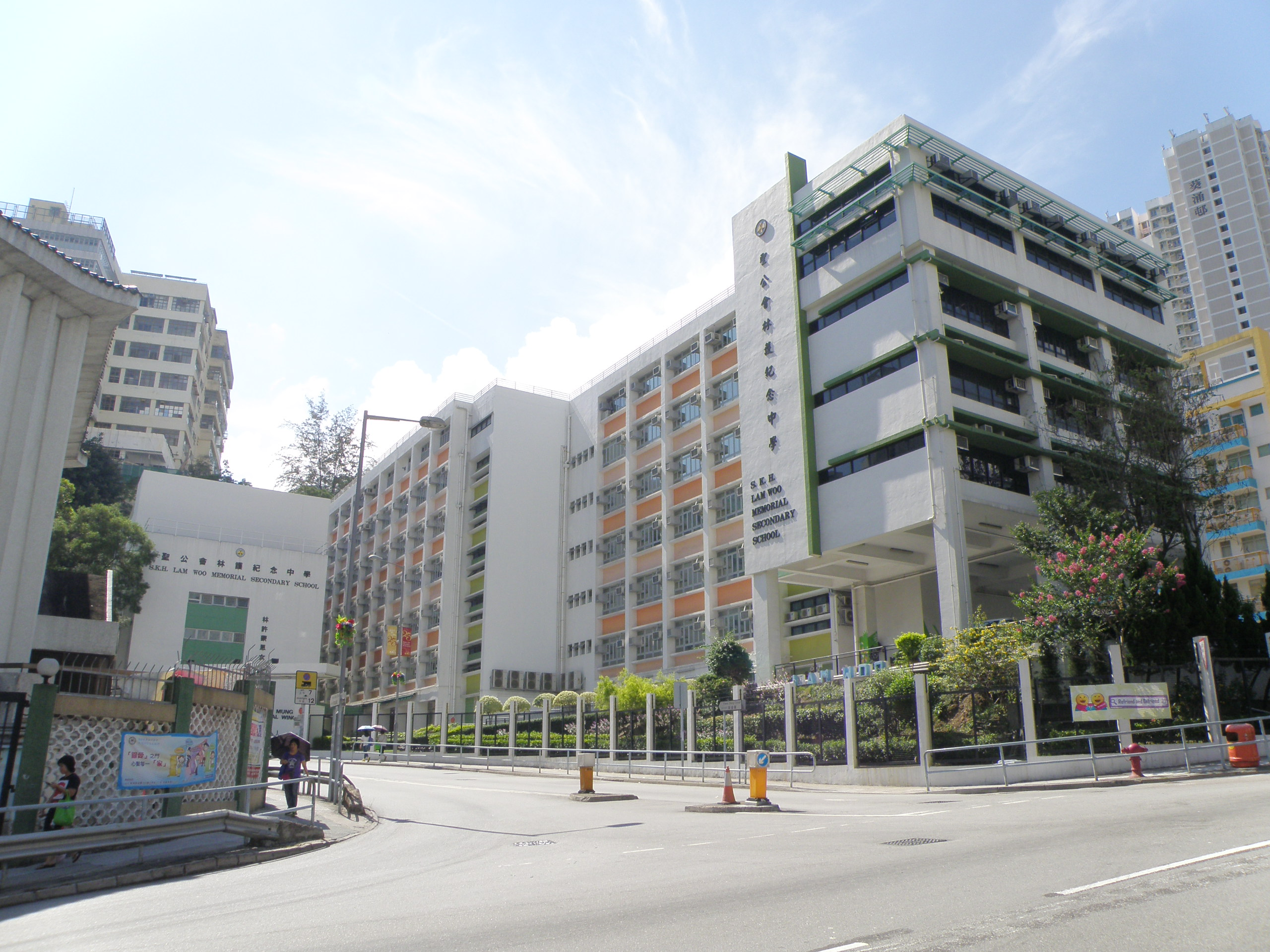
2015年的聖公會林護紀念中學

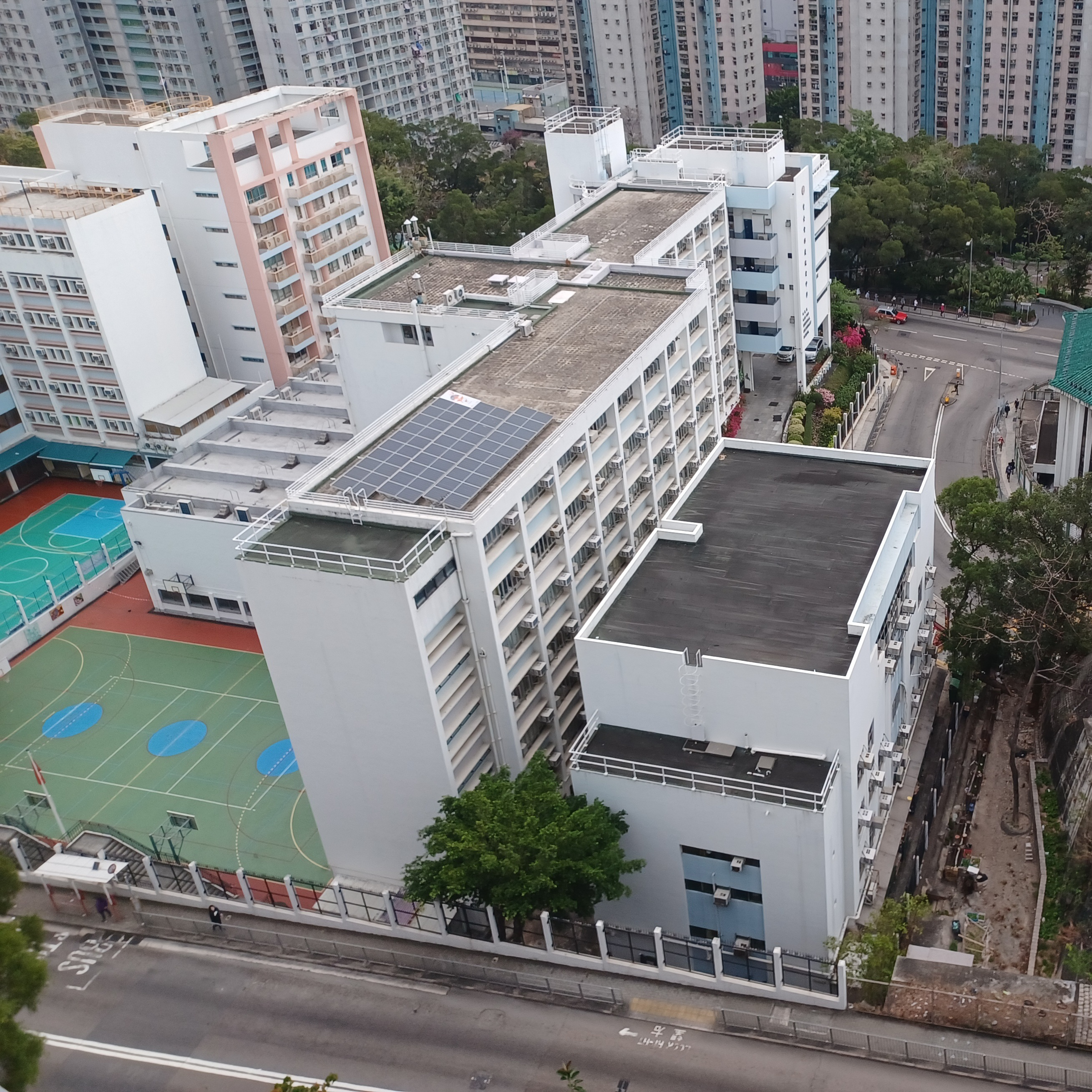
葵合街香港建造學院葵涌院校俯瞰聖公會林護紀念中學

聖公會林護紀念中學（英語：S.K.H. Lam Woo Memorial Secondary School，簡稱林護）是一所位於香港新界葵涌葵盛圍397號的英文津貼中學，佔地8400平方米，鄰近港鐵葵興站，為一所著名的英文中學。根據《Book of school 學校大全》，該校長期位列全港排名頭十。2023年全港中學排名中位列全港排名3-6，葵青區內排名第一，津貼學校之中排名第二 。

## 辦學宗旨
聖公會林護紀念中學旨在向學生提供全人教育，令他們在靈、德、智、體、群及美等六個範疇內均有優良的發展。另外，學生在學業以及音樂等方面皆有十分卓越的成績。

## 學校資料

### 歷史
早於1965年，香港聖公會已向政府申請於葵涌開辦中、小學各一所。及後，政府撥出現址用地，供聖公會開辦此校及同系仁立小學，但因地鐵走線問題而多次延期建校。
1970年，聖公宗（中學）委員會有限公司為表揚建造商人林護對於基督教和教育方面的熱誠及捐獻，因而將上述用地的中學部分命名為「聖公會林護紀念中學」。1971年，新界民政署署長黎敦義主持該校的開幕典禮。1975年，校方成立校友會。1985年，地政處撥地擴闊校園，廣植草木及建魚池。1989年，華僑日報助學基金捐贈校方四個助學涼亭。1991年，該校開始成立學生會。2002年，該校開始推行「林護人計劃」以培養學生的質素。2004年，聖公會林護紀念中學出版35週年校慶音樂唱片。2010年7月，聖公會林護紀念中學的混聲合唱團於紹興舉辦的「第六屆世界合唱比賽」中以90.25分奪得青年混聲合唱組冠軍。

### LAMWOOER特質
| Leadership（領導才能） | Wisdom（智慧）              | Empathy（同理心）        |
| Ardour（熱誠）         | Optimism（樂觀）            | Responsibility（責任感） |
| Modesty（謙虛）        | Originality（創意；原創力） |                          |

### 歷任校監
1. 李冬青牧師（1970年至1976年）
2. 鄺夏慧中女士（1976年至2001年）
3. 李賜源先生（2001年至2009年）
4. 郁德芬博士，BBS，JP（2009年至今）

### 歷任校長
1. 李冬青牧師（1970年至1976年）
2. 鄺夏慧中女士（1976年至2001年）
3. 梁麗琴女士（2001年至2012年）
4. 陳加恩先生（2012年至2019年）
5. 鄭航勇先生（2019年至今）

## 學業表現

### 公開考試佳績
在歷屆香港中學會考及香港中學文憑考試，聖公會林護紀念中學是產生最多會考「10A狀元」及文憑試「7科5**狀元」（在甲類科目中至少3個選修科及4個核心科獲得5**成績）的學校之一，截至2024年，共有3位，包括2位會考「10A狀元」及1名文憑試「7科5**狀元」，排名全港第17。
1996-2001年，該校連續五年的會考及格率及連續三年的入大學率達到一百個百分比。其中部分學生入讀香港中文大學或香港大學。
- 2007-2008年香港中學會考，該校17名中五生考獲6優或以上。當中最高成績為10優：黃慧如。
- 2008-2009年香港中學會考，該校9名中五生考獲6優或以上。當中最高成績為9優。
- 2009-2010年香港中學會考，該校21名中五生考獲6優或以上。當中最高成績為10優：姚詩韻。[5]

### 香港中學會考及香港中學文憑考試狀元

#### 香港中學會考
- 2008年：10A狀元：黃慧如（當年中學會考總分全港第一），獲「香港中英學術基金會學者聯會」「Hong Kong Sino-British Fellowship Trust Scholars' Association」頒發「莫鳳麟獎學金」「Charles Frankland Moore Award」，于香港大學修讀内外全科醫學士。[6][7]
- 2010年：10A狀元：姚詩韻，于香港大學修讀内外全科醫學士及哲學博士，并獲美國富布萊特（香港）學人獎。[7][8]

香港中學文憑考試
- 2022年：7科5** 狀元：區沛恩（在2022年10月底上訴覆核後成為7科5** 狀元），獲劍橋大學香港校友會菲臘親王獎學金，於劍橋大學修讀自然科學。[9]

## 林護音樂部
音樂為該校其中一項重點發展項目，活動主要由音樂部統籌。

### 音樂校隊
音樂部設有五隊音樂校隊及九十多組樂器班。其中，音樂校隊包括：
1. 初級合唱團
2. 混聲合唱團
3. 中樂團
4. 管樂團
5. 管弦樂團

音樂校隊的成員會按演出需要再組成：
1. 高級女聲合唱團
2. 高級男聲合唱團
3. 初級女聲合唱團
4. 牧歌小組
5. 琵琶小組
6. 二胡小組
7. 弦樂小組
8. 銅管樂小組
9. 木管樂小組
10. 單簧管小組
11. 色士風小組
12. 中樂小組

### 學生領袖
除此之外，音樂部也設有學生領袖：音樂部主席(Music Head) 與 音樂部副主席(Vice Music Head) 各兩人，一般由音樂老師及上屆音樂部主席，於合唱團或樂團團員中揀選。而音樂部主席於學校職位分組制中相當於首席學生長（Head Prefect）、學生會會長(SU President)等職位。各音樂校隊也設有團長兩/三人，主要協助日常訓練。

### 主要活動
音樂部每年都積極鼓勵其成員及校內同學參與各項比賽，如由音樂事務處舉辦的香港青年音樂匯演、香港學校音樂及朗誦協會舉辦的香港學校音樂節、國際文化交流基金會舉辦的世界合唱比賽等。音樂部各樂團亦會與外間機構合作參與公開演出，如參與迪士尼演出、香港聖樂團的音樂會、香港管弦樂團的音樂會等。作為聖公會林護中學官方之音樂部門，亦肩負着為學校活動伴奏的使命，諸如每五年舉辦之校慶開放日、每年的畢業禮（以改篇自蘇利文(A. Sullivan) Loudly Let the Trumpet Bray 的 Fanfare & March 作嘉賓進場及退場曲）作伴奏及表演。此外，貫錄唱片（如：雨果發燒碟《我唱出了世界的聲音》、學校及校慶唱片、聖誕聖詩唱片等）、舉辦仲夏音樂會及校慶音樂會更是由音樂部統籌的盛事。

## 香港傑出學生選舉
截至2024年（第39屆），聖公會林護紀念中學在香港傑出學生選舉共出產5名香港傑出學生，排名全港第17。

## 比賽及大事記
該校積極參與多項本地及國際大型比賽，屢創佳績。
- 2002年：出版第一張音樂唱片First Tune。
- 2004年：出版35週年校慶音樂唱片。
- 2009年：出版40週年校慶音樂唱片。
- 2010年7月：混聲合唱團於中國紹興舉辦的「第六屆世界合唱比賽」中，以90.25分奪得青年混聲合唱組金牌及世界冠軍名銜。
- 2012年：混聲合唱團於美國辛辛那提市舉辦的「第七屆世界合唱比賽」中，奪得青年混聲合唱組金牌，成為唯一於該組奪得金獎的香港代表。
- 2013年：管弦樂團、管樂團及中樂團於2013香港青年音樂匯演的比賽中，歷史性勇奪三個金獎。
- 2014年：混聲合唱團於拉脫維亞里加舉辦的「第八屆世界合唱比賽」中，以90.38分奪得青年混聲合唱組金牌。
- 2015年：出版45週年校慶音樂唱片。
- 2018年：管樂團於音樂事務處2018香港青年音樂匯演的比賽中，奪得金獎及首奪全場總冠軍。
- 2020年：因應2019冠狀病毒病疫情停課安排，第72屆香港學校音樂節取消，而原訂於7月1日舉行之50週年校慶音樂會亦將順延。
- 2021年：鑑於2019冠狀病毒病疫情持續，網課安排導致50週年校慶音樂會未能如期進行實體採排，50週年校慶音樂會宣告無限期擱置；同時出版2019年7月錄製的50週年校慶音樂唱片。
- 2022年：管弦樂團及管樂團於音樂事務處2022香港青年音樂匯演的比賽中，奪得金獎；其中管樂團更再次奪得全場總冠軍；另外，中樂團亦奪得銀獎。
- 2023年：混聲合唱團於南韓江陵市舉辦的「第十二屆世界合唱比賽」中，再次奪得青年混聲合唱組金牌。
- 2024年：管弦樂團及管樂團於音樂事務處2024香港青年音樂匯演的比賽中，奪得金獎；其中管樂團更第三度奪得全場總冠軍；另外，中樂團亦奪得銀獎。

## 著名教職員
- 前葵青區區議員（安蔭選區）梁子穎曾於該校任教，並於2019年以進修為由辭職。其後在2021年循勞工界功能界別當選為香港立法會議員。
- 2015年香港小姐麥明詩爸爸麥卓生為該校化學科科主任及副校長，於2019年七月後退休。
- 道路安全標誌設計比賽優勝者林志堅為該校設計及科技科老師。
- 短篇小說《紙黏土》作者吳俊賢曾為該校中文科副教師。

## 著名/傑出校友
政治、公共事業及法律界
- 郭偉勳：政制及內地事務局首席助理秘書長
- 林兆康：商務及經濟發展局副秘書長
- 葉家昇：勞工及福利局首席助理秘書長
- 黃俊濤：運輸及物流局首席助理秘書長
- 嚴鈞樂：民政及青年事務局首席助理秘書長(民政事務)
- 梁紫盈:  財經事務及庫務局首席助理秘書長
- 莊丹娜：財經事務及庫務局助理秘書長(財經事務)
- 倪振邦：律政司高級檢控官
- 陳漢榮：Boase Cohen & Collins 律師行合伙人
- 黃裕源：香港鐵路有限公司首席法律顧問（中國及國際業務）
- 蕭子謙：德輔大律師事務所執業大律師
- 陳偉明，JP：深水埗區議員，現任民建聯中央委員會委員、民建聯深水埗支部主席及前深水埗區議會副主席
- 單仲偕，SBS：前民主黨副主席、前立法會議員 (香港島)、前葵青區議會主席
- 林定楓：前社會福利署福利專員
- 林兆彬：前社區前進召集人、立法會教育界功能界別議員葉建源的前議員助理、香港專上學生聯會（學聯）前副秘書長，前油尖旺區議員

學術及教育界
- 廖俊傑：英國牛津大學布拉瓦特尼克政府學院學位課程主管。
- 練志強：前青年會書院校長。
- 鄺永燊：宣道會陳朱素華紀念中學校長。
- 麥偉麟: 聖士提反堂中學校長。
- 梁文輝: 聖芳濟書院校長。
- 何昳：澳門大學教授。
- 陳皓：美國普渡大學電機及電腦工程系、統計系教授2008年裘槎海外博士生獎學金及2012年裘槎博士後研究獎學金得主。[11]。
- 劉兆昌：美國波士頓大學數學及統計學副教授。
- 陳淦濱：恩賢教育中心校監，網名金水。
- 鄭柏榮：香港大學精神醫學系臨床助理教授。
- 駱達明：香港中文大學工程系副教授。
- 林嘉安：香港大學臨床腫瘤學系助理教授。
- 廖世樂：VTC副執行幹事，先後出任香港知專設計學院副院長、屯門及青衣兩所香港專業教育學院院長。
- 梁雄峰：香港理工大學工業中心總監。
- 黃偉興：東華三院周演森小學校長。
- 容家富：理工大學應用生物及化學科技學系教授、研究院副院長、理學院副院長
- 陳志強：台灣中央研究院物理研究所專任研究員、台灣中央大學合聘教授，專項生物物理、非線性物理。
- 朱創新: 台灣清華大學物理系講座教授、美國物理學會會士、英國物理學會會士。
- 黎明釗：香港中文大學歷史系主任、教授、中國歷史研究中心主任。
- 張豐：現任新生命教育協會呂郭碧鳳中學校長[12]

體育界
- 戴高喬：足球員及教練，前香港乙組聯賽葵青區足球會球員[13]，前中聖書院足球隊及香港賽馬會青少年足球發展計劃教練[14]，林護中學舊生，前任林護中學數學科、聖經科教師，及林護中學田徑校隊 (跳項) 教練。

傳媒界
- 林日曦：創作單位「黑紙」創辦人、暢銷青年人刊物《100毛》創辦人、毛記電視創辦人、專欄作家及填詞人
- 文橋康：前亞視新聞主播兼記者
- 伍嘉文：無綫財經節目主播
- 黃曉瑩：無綫新聞主播
- 陳嘉倩：前無綫新聞主播
- 林彥邦：前立場新聞記者、前無綫新聞記者
- 詹志文：前商業電台叱咤 903 唱片騎師
- 陳健佳：明報財經記者
- 鍾慧儀：香港電台助理總採訪主任
- 曾廣裕：前亞視新聞及now寬頻電視記者，現任信報財經新聞
- 潘小濤：香港傳媒人，資深中國新聞記者，香港商業電台節目主持
- 王遠杰（歪歪）：商業電台唱片騎師
- 劉浩廷：前有線新聞記者，現任職香港賽馬會公關
- 曾子晴：前亞視財經主播，反修例活動其間曾炒賣「我係香港人」T 恤，及後加入由董建華及梁振英發起的香港再出發大聯盟。
- 章詠欣：無綫新聞記者，曾冒認為「東方星島」記者。香港大學國事學會第45屆幹事會主席，曾於行政長官林鄭月娥競選時為其站台

音樂、演藝及文化界
- 呂筱華：編劇，憑電影《天水圍的日與夜》獲得電影金像獎「最佳編劇」。
- 董敏莉：香港模特兒、歌手、電影演員。
- 歐耀興：前香港電視網絡總導演、前無綫電視監製及編導。
- 陳苑澄：前 As One 成員、《2018年度香港小姐競選》五強。
- 盧繼祥：進念文化教育有限公司董事總經理及思域國際遊歷有限公司總經理、2011年獲頒行政長官社區服務獎狀、2015年獲頒民政事務局局長嘉許獎章。
- 黃肇邦：香港紀錄片導演。
- 方楚瑤：童星、演員，參演過香港教育電視基本法的廣告、《衛斯理之藍血人》、《六樓后座》、《天水圍的日與夜》，前威爾斯親王醫院醫生，現職雅麗氏何妙齡那打素醫院麻醉科專科醫生。
- 鍾煒喬：有線電視娛樂新聞主播。
- 林楓源：鋼琴家，曾與烏克蘭國家交響樂團、廣東愛樂交響樂團等合作，並錄製個人專輯。
- 曾展望：電視廣播有限公司藝員，主持Think Big天地、安樂蝸及後生仔傾吓偈，畢業於香港理工大學。
- 曾俊榮：編劇、監製，憑電影《幻愛》贏得台灣金馬獎贏得「最佳改編劇本」。
- 梁銘佳：獨立電影《夜香·鴛鴦·深水埗》導演之一。
- 雲浩影：歌手、《全民造星III》參賽者。
- 羅杏芝：香港女配音員。
- 葉梓誦：香港作者、編輯、譯者。文藝評論雜誌《Sample 樣本》總編輯。2023年出版首本個人文集《斷層路徑》。

醫學界
- 唐美華：浸會醫院腎病科顧問醫生。
- 文嘉祺：浸會醫院駐院急症科顧問醫生。
- 林德昭，JP：牙科服務主任顧問醫生。
- 陳栢曦：香港國際心臟專科中心醫生，香港大學名譽臨床助理教授

商業界
- 關百豪：時富金融服務集團有限公司董事長。
- 鄔錦安：捷榮國際執行董事。
- 葉長春：射頻識別總商會主席、香港一帶一路國際食品展主席。
- 龍家駒：LX1 Technology Limited 主席及行政總裁 及 Hydrotech Asia Limited 行政總裁。
- 吳俊威：瑞士信貸集團董事總經理。
- 何樂: 高盛全球銀行及市場部董事總經理
- 黃阿樂:  Global Head of Credit Solutions Trading, Natixis Corporate & Investment Banking

## 接駁交通
葵興站旁建有葵興站公共運輸交匯處，供乘客轉乘巴士或小巴。

## 外部連結
- 聖公會林護紀念中學官方網站 （页面存档备份，存于）
- 林護音樂部 （页面存档备份，存于）
- 香港聖公會官方網站 （页面存档备份，存于）
- 狀元搖籃[]
- 末代會考榮歸名校[永久]